# Roye-sur-Matz
Roye-sur-Matz és un municipi francès, situat al departament de l'Oise i a la regió dels Alts de França. L'any 2007 tenia 423 habitants.

## Demografia

### Població
El 2007 la població de fet de Roye-sur-Matz era de 423 persones. Hi havia 166 famílies de les quals 46 eren unipersonals (21 homes vivint sols i 25 dones vivint soles), 33 parelles sense fills, 79 parelles amb fills i 8 famílies monoparentals amb fills.
La població ha evolucionat segons el següent gràfic:
Habitants censats

### Habitatges
El 2007 hi havia 190 habitatges, 162 eren l'habitatge principal de la família, 13 eren segones residències i 15 estaven desocupats. Tots els 189 habitatges eren cases. Dels 162 habitatges principals, 141 estaven ocupats pels seus propietaris, 19 estaven llogats i ocupats pels llogaters i 2 estaven cedits a títol gratuït; 1 tenia una cambra, 3 en tenien dues, 28 en tenien tres, 42 en tenien quatre i 87 en tenien cinc o més. 129 habitatges disposaven pel capbaix d'una plaça de pàrquing. A 69 habitatges hi havia un automòbil i a 75 n'hi havia dos o més.

### Piràmide de població
La piràmide de població per edats i sexe el 2009 era:
| Homes | Edats   | Dones |
| ----- | ------- | ----- |
| 0     | 95 o +  | 4     |
| 0     | 90 a 94 | 0     |
| 0     | 85 a 89 | 0     |
| 0     | 80 a 84 | 0     |
| 4     | 75 a 79 | 12    |
| 8     | 70 a 74 | 8     |
| 12    | 65 a 69 | 4     |
| 8     | 60 a 64 | 8     |
| 0     | 55 a 59 | 0     |
| 20    | 50 a 54 | 4     |
| 8     | 45 a 49 | 16    |
| 20    | 40 a 44 | 16    |
| 4     | 35 a 39 | 12    |
| 32    | 30 a 34 | 20    |
| 16    | 25 a 29 | 28    |
| 12    | 20 a 24 | 0     |
| 8     | 15 a 19 | 4     |
| 20    | 10 a 14 | 20    |
| 12    | 5 a 9   | 12    |
| 12    | 0 a 4   | 20    |

## Economia
El 2007 la població en edat de treballar era de 256 persones, 196 eren actives i 60 eren inactives. De les 196 persones actives 169 estaven ocupades (99 homes i 70 dones) i 25 estaven aturades (13 homes i 12 dones). De les 60 persones inactives 16 estaven jubilades, 16 estaven estudiant i 28 estaven classificades com a «altres inactius».

### Ingressos
El 2009 a Roye-sur-Matz hi havia 169 unitats fiscals que integraven 439,5 persones, la mediana anual d'ingressos fiscals per persona era de 15.690 €.

### Activitats econòmiques
Dels 13 establiments que hi havia el 2007, 2 eren d'empreses de fabricació d'altres productes industrials, 3 d'empreses de construcció, 3 d'empreses de comerç i reparació d'automòbils, 1 d'una empresa de transport, 1 d'una empresa d'hostatgeria i restauració, 1 d'una empresa financera i 2 d'empreses de serveis.
Dels 3 establiments de servei als particulars que hi havia el 2009, 2 eren paletes i 1 fusteria.
L'any 2000 a Roye-sur-Matz hi havia 9 explotacions agrícoles.

## Equipaments sanitaris i escolars
El 2009 hi havia una escola elemental integrada dins d'un grup escolar amb les comunes properes formant una escola dispersa.

## Poblacions més properes
El següent diagrama mostra les poblacions més properes.